# Szczury pustyni
Szczury pustyni (ang. The Desert Rats) – amerykański film z 1953 roku w reżyserii Roberta Wise.

## Nagrody i nominacje
| Nazwa nagrody | Wygrane            | Nominacje                                                           |
| ------------- | ------------------ | ------------------------------------------------------------------- |
| Oscar         | 1954 bez rezultatu | 1954 Najlepsze materiały do scenariusza i scenariusz Richard Murphy |